# ديفيد سانشيز (رباع)
ديفيد سانشيز (بالإسبانية: David Sánchez López) هو رباع إسباني، ولد في 20 يوليو 1994 في مليلية في إسبانيا.

## وصلات خارجية
- ديفيد سانشيز على موقع الاتحاد الدولي (الإنجليزية)
- ديفيد سانشيز على موقع مشروع نتائج رفع الأثقال الدولية (الإنجليزية)
- ديفيد سانشيز على موقع IAT Database Weightlifting (الألمانية)
- ديفيد سانشيز على موقع اللجنة الأولمبية الدولية (الإنجليزية)
- ديفيد سانشيز على موقع أوليمبيديا (الإنجليزية)
- ديفيد سانشيز على موقع اللجنة الأولمبية الإسبانية (الإسبانية)